# Los evadidos
Pour plus de détails, voir Fiche technique et Distribution.
Los evadidos est un film argentin sorti en 1964, réalisé par Enrique Carreras, avec un scénario de Sixto Pondal Ríos et mettant en vedette Jorge Salcedo et Tita Merello, avec un casting de plusieurs personnalités. Créé à Buenos Aires le 14 mai 1964 il gagne le Condor d'argent du meilleur film en 1965. Il a été nommé pour l'Ours d'or au Festival international du film de Berlin.

## Synopsis
Le film raconte deux événements réels, même s'ils ne se sont pas produits simultanément : une grande et violente émeute dans la prison de Villa Devoto à Buenos Aires, réellement produite en 1962, et l'évasion d'un célèbre braqueur de banque, Jorge Eduardo Villarino, surnommé «le roi des évasions». Le film raconte la fuite de Villarino, appelé Julio Velarde (Salcedo) dans le film, profitant de la confusion de la mutinerie.

## Distribution
- Jorge Salcedo (Julio Velarde)
- Tita Merello (Rosa, épouse de Velarde)
- Ubaldo Martínez (Don Jesús)
- Walter Vidarte (Florencio Sartori)
- Sergio Renán (Miguel Quinteros, alias "Belindo")
- Jacinto Herrera (Negro Luna)
- Mario Lozano (Carroza Schuster)
- Marcela López Rey (Amelia)
- Rodolfo Onetto (Voisin)
- Héctor Méndez (Parker 51)
- Elcira Olivera Garcés (Elvira)
- Guillermo Battaglia (Directeur)
- Isidro Fernán Valdez (Don Vicente)
- Mario Passano (Sacerdote)
- Nathán Pinzón (Don Benjamín Lener)
- Juan Carlos Altavista (Eusebio Carmona, alias "Fetivamente")
- Luis Mottura (Don Florencio)
- Manuel Rosón (Félix)
- Juan Bono (Dr. Magariños)
- Daniel de Alvarado (Detenido)
- Norberto Suárez (Andrés)
- Aldo Mayo (Claudio)
- Giancarlo Arena
- Carlos Víctor Andris
- Rafael Chumbita (Gardien)
- Roberto Bordoni (Juez)
- Oscar Pedemonti (Hombre en el Jardín Zoológico)
- Luis E. Corradi
- Ricardo Greco
- Héctor Fuentes (Gardien 2)
- Alberto Barcel (Médico)
- Carmen Giménez (Femme incarcérée)
- Rafael Diserio (Gardien 3)
- Claudio Lucero (Gardien 4)
- Carlos Rivas (Journaliste de TV)
- Gilberto Rey
- Juan Miguel Muñoz (Gardien 5)

## Fiche technique
- Réalisation : Enrique Carreras
- Scénario : Sixto Pondal Ríos
- Musique : Tito Ribero
- Cinématographie : Antonio Merayo
- Edition : Jorge Gárate
- Production : Gori Muñoz
- Assistant directeur : Orlando Zumpano

## Récompenses
- Condor d'argent (1965): meilleur film.
- Festival international du film de Berlin (1964) : nommé pour l'Ours d'Or